# Tetralogia potwora
Tetralogia potwora (fr. La Tétralogie du Monstre), także: Potwór (fr. Monstre) – nieformalny tytuł cyklu czterech komiksów z gatunku science fiction autorstwa Enkiego Bilala. Są one ze sobą powiązane fabułą i bohaterami. Ukazały się w oryginale nakładem francuskich wydawnictw Les Humanoïdes Associés i Casterman. Po polsku opublikował je Egmont Polska. W 2007 zostały zebrane we francuskiej wersji w jednym albumie zatytułowanym Monstre, wydanym w 2020 jako Potwór. 

## Tomy składające się naTetralogię potwora
| Tytuł i rok wydania polskiego | Tytuł i rok wydania oryginalnego |
| ----------------------------- | -------------------------------- |
| Sen potwora (2002)            | Le Sommeil du Monstre (1998)     |
| 32 grudnia (2003)             | 32 Décembre (2003)               |
| Spotkanie w Paryżu (2006)     | Rendez-vous à Paris (2006)       |
| Czwórka? (2008)               | Quatre? (2007)                   |